# Mark Whitfield
Mark Whitfield (Syosset (New York), 6 oktober 1966) is een Amerikaanse jazzgitarist.

## Biografie
Mark Whitfield studeerde in 1987 af aan het Berklee College of Music in Boston, waar hij gitaar, compositie en arrangement studeerde. Hij begon zijn professionele carrière in de bands van Dizzy Gillespie, Jimmy Smith, Herbie Hancock en McCoy Tyner. Hij heeft ook gewerkt met Art Blakey, Jack McDuff, Betty Carter, Carmen McRae, Dianne Reeves, Joe Williams, Terence Blanchard, Stanley Turrentine en Clark Terry.
In september 1990 bracht Warner Brothers Records zijn eerste soloalbum The Marksman uit, gevolgd door nog twee albums voor Warner Brothers en vijf voor Verve Records, evenals twee voor Herbie Hancocks label Transparent Music. Mark Whitfield was vooral bekend van de opnamen, die hij onder zijn eigen naam maakte voor Verve Records. In 1994 werd het album True Blue gemaakt, waarop de gitarist werd begeleid door Kenny Kirkland, Rodney Whitaker, Jeff 'Tain' Watts, Branford Marsalis en Nicholas Payton. 7th Ave. Stroll volgde in 1995 met Tommy Flanagan, Dave Holland, Christian McBride en Al Foster, in 1996 het album Forever Love, waar ook zangeres Diana Krall aan meewerkte. Mark Whitfield werkte ook samen met Courtney Pine, Ernie Watts (The Long Road Home, 1996) en Nicholas Payton (From This Moment, 1995).
De gitarist heeft ook als sessiemuzikant gewerkt met artiesten en bands als Mary J. Blige, Take 6, The Roots, Chaka Khan, Al Jarreau, George Benson, B.B. King, Ashford & Simpson, evenals met Quincy Jones voor platenproducties.
Mark Whitfield heeft ook gewerkt voor televisie- en filmprojecten, zoals de tv-serie Moon Over Miami, met Wynton Marsalis op de soundtrack voor de film Tune In Tomorrow. Hij maakte ook een cameo in de film Kansas City van Robert Altman. Hij werkte samen met Terence Blanchard aan de soundtrack van de film The Soul of the Game. Zijn compositie The Blues From Way Back (van het album The Marksman) werd gebruikt in de soundtrack van de film One Night Stand met Nastassja Kinski.

## Discografie

### Als leader
- 1990: The Marksman (Warner Bros.)
- 1991: Patrice (Warner Bros.)
- 1993: Mark Whitfield (Warner Bros.)
- 1994: True Blue (Verve)
- 1995: 7th Ave. Stroll (Verve)
- 2000: Raw (Transparent Music)
- 2005: Featuring Panther (Dirty Soap)
- 2006: Mark Whitfield and the Groove Masters (Vega)
- 2017: Grace (Marksman)
- 2017: Live & Uncut (Chesky)

### Als sideman
- 1995: Carl Allen, Testimonial (Atlantic)
- 1999: Sean Ardoin, Sean Ardoin 'n' ZydeKool
- 1996: Teodross Avery, My Generation (Impulse!)
- 2011: Beta Radio, Seven Sisters (Beta Radio)
- 2006: Pat Bianchi, East Coast Roots (Jazzed Media)
- 2001: Mary J. Blige, No More Drama (MCA)
- 2009: Chris Botti, In Boston (Decca)
- 1995: D'Angelo, Brown Sugar (EMI)
- 2010: Michael Dease, Grace (Jazz Legacy)
- 2002: Russell Gunn, Blue On the D.L. (HighNote)
- 1990: Donald Harrison, Full Circle (Sweet Basil)
- 1988: Donald Harrison/Terence Blanchard, Black Pearl (CBS)
- 2005: Conrad Herwig, Obligation (Criss Cross)
- 2003: Javon Jackson, Easy Does It (Palmetto)
- 2005: Javon Jackson, Have You Heard (Palmetto)
- 2007: Hector Martignon, Refugee (Zoho)
- 1994: Peter Martin, New Stars from New Orleans (Paddle Wheel)
- 1997: Christian McBride, Fingerpainting (Verve)
- 2020: Christian McBride, For Jimmy, Wes and Oliver (Mack Avenue)
- 1999: Brother Jack McDuff, Bringin' It Home (Concord Jazz)
- 2017: Sarah McKenzie, Paris in the Rain (Impulse!)
- 2006: Jason Miles, To Grover with Love (ARTizen)
- 1995: Nicholas Payton, From This Moment (Verve)
- 1995: Courtney Pine, Modern Day Jazz Stories (Antilles)
- 1997: Courtney Pine, Underground (Talkin' Loud)
- 1995: Jimmy Smith, Damn! (Verve)
- 1996: Jimmy Smith, Angel Eyes (Verve)
- 1997: Special EFX, Here to Stay (JVC)
- 2018: Sy Smith, Sometimes a Rose Will Grow in Concrete (Psyko!)
- 2017: Camille Thurman, Inside the Moment (Chesky)
- 1999: Cedar Walton, Roots (Astor Place)
- 1996: Ernie Watts, The Long Road Home (JVC)
- 2000: James Williams, Classic Encounters! (DIW)
- 1995: Joe Zawinul, Mark Whitfield, Wallace Roney, A-013 (Jazz A Go-go)